# Caminreal
Caminreal è un comune spagnolo di 777 abitanti situato nella comunità autonoma dell'Aragona.